# چیهیرو آمانو
چیهیرو آمانو (انگلیسی: Chihiro Amano؛ زادهٔ ۳۰ ژوئیهٔ ۱۹۸۲) کارگردان و فیلم‌نامه‌نویس اهل ژاپن است.